# Tilney All Saints
Tilney All Saints is een civil parish in het bestuurlijke gebied King's Lynn en West Norfolk, in het Engelse graafschap Norfolk met 573 inwoners.